# Maison des Ingénieurs (746-771 rue Amiral Bosse)
Pour les articles homonymes, voir Maison des Ingénieurs.
La maison des Ingénieurs est une maison remarquable de l'île de La Réunion, département et région d'outre-mer français dans le sud-ouest de l'océan Indien. Située au 746-771 rue Amiral-Bosse, au Port, elle est inscrite aux monuments historiques depuis le 14 mars 2014.